# قسموس برينغلي
{{صندوق معلومات كائن
| الاسم =  قسموس برينغلي
| حالة الحفظ =  لا
| الصورة = 
| عرض الصورة = 
| التعليق = 
| النطاق =  حقيقيات النوى
| المملكة =  نباتات
| subregnum =  النباتات الجنينية
| unranked_superphylum = النباتات الوعائية
| الشعبة =  حقيقيات الأوراق
| الشعيبة =  البذريات
| unranked_superclassis =  كاسيات البذور
| الطائفة =  ثنائيات الفلقة
| unranked_subclassis =  النجمانيات
| unranked_superordo = النجمونات
| الرتبة =  النجميات
| الفصيلة =  النجمية
| الأسرة =  النجماوات
| القبيلة =  الدواراوية
| unranked_subtribus = البقينة
| الجنس =  القسموس
| النوع =  قسموس برينغلي
| الاسم العلمي =  Cosmos pringlei
| واضع الاسم =  [[B.L.Rob.]] & Fernald
| عام وضع الاسم =  1909
| ماهية التقسيم = 
| التقسيم = 
| خريطة الانتشار = 
| عرض خريطة الانتشار = 
| تعليق خريطة الانتشار = 
}}
قسموس برينغلي (الاسم العلمي:Cosmos pringlei) هو نوع من النباتات يتبع جنس القسموس من الفصيلة النجمية.